# NGC 4970
NGC 4970 (другие обозначения — IC 4196, ESO 508-9, MCG -4-31-33, PGC 45466) — линзообразная галактика (S0) в созвездии Гидра.
Этот объект входит в число перечисленных в оригинальной редакции «Нового общего каталога».